# Spitak Chatsch Wank

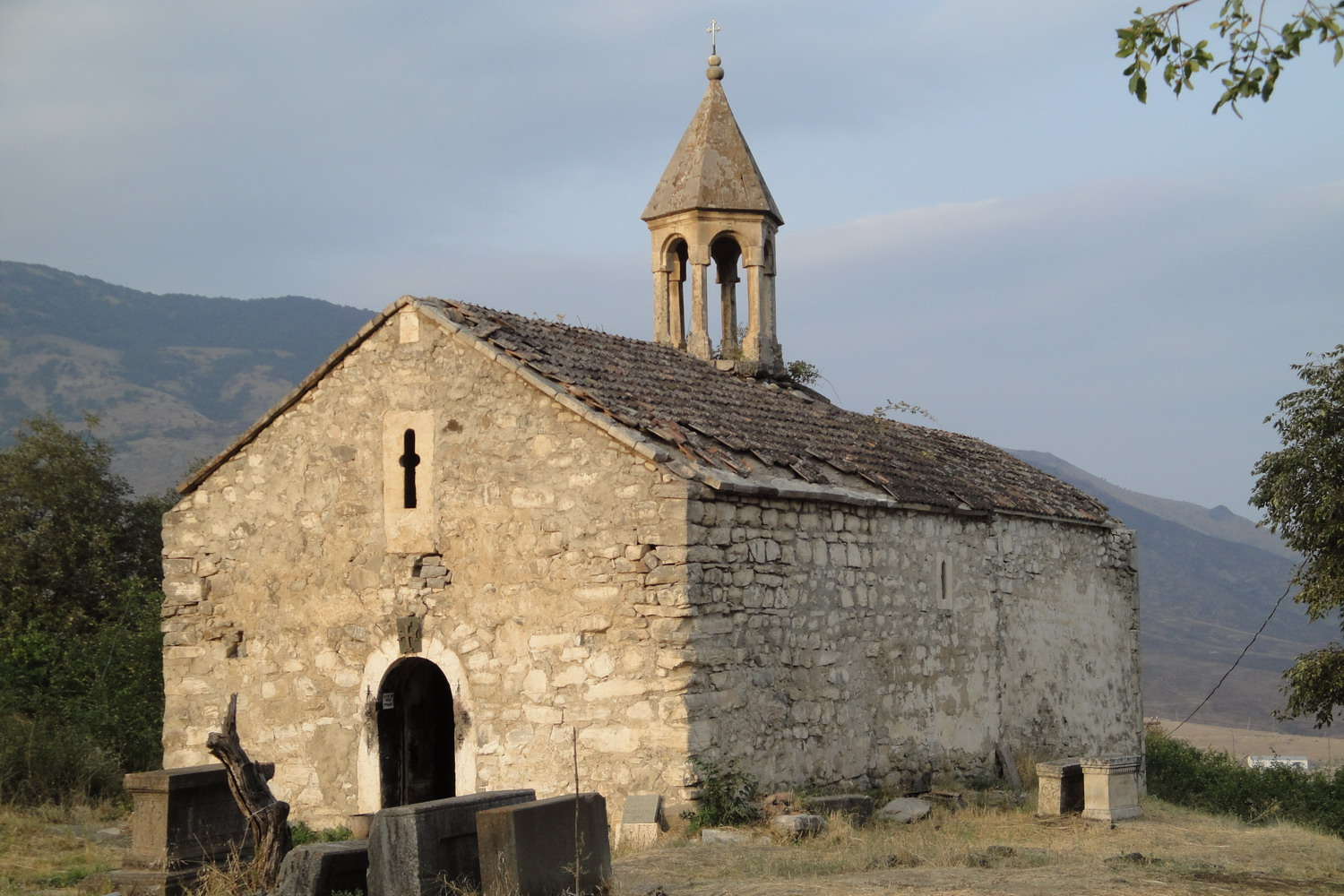
Klosterkirche von Spitak Chatsch Wank bei Hadrut

Spitak Chatsch Wank (armenisch Սպիտակ խաչ վանք), das Kloster des Weißen Kreuzes, ist ein historisches armenisches Kloster mit (zumindest bis 2020) erhaltener Klosterkirche am Rand der Stadt Hadrut nahe beim Dorf Wank in Bergkarabach, die in Teilen auf das 14. Jahrhundert zurückgeht. Sie gehört zum Bistum Arzach der Armenischen Apostolischen Kirche. Im Oktober 2020 wurde Hadrut von der Armee Aserbaidschans erobert, und danach wurde die Kirche beschädigt.

## Standort
Das Kloster des Weißen Kreuzes steht auf einem Hügel etwa 500 m südwestlich des Stadtzentrums von Hadrut, zwischen Hadrut und dem Dorf Wank an der Nordwestseite der Aigestan-Straße (Այգեստան փողոց) – wenn man von Hadrut nach Wank geht, an der rechten Seite dieser Straße. Der Name des Dorfes Wank hängt mit der Nähe zum Kloster (armenisch վանք wank, „Kloster“) zusammen.

## Geschichte
Wann das Kloster errichtet wurde, ist nicht bekannt, doch lassen sich Teile der Klosterkirche auf das 14. Jahrhundert zurückführen. Laut Inschrift am Giebeldreieck wurde das Gebäude (oder auch nur seine Eingangshalle) 1735 renoviert.
Im Krieg um Bergkarabach 2020 wurde Hadrut als eine der ersten Ortschaften im Gebiet der ehemaligen Autonomen Oblast Bergkarabach von Truppen Aserbaidschans erobert. Nach Berichten von PBS Newshour wurde der Friedhof der Kirche von aserbaidschanischen Soldaten nach der Eroberung verwüstet. Auf einem in den sozialen Medien verbreiteten Video ist deutlich zu sehen, dass die Aserbaidschaner das Kreuz von der Kirche entfernt haben.

## Architektur
Die aus ungeschnittenen Natursteinen und Kalkmörtel errichtete, in West-Ost-Richtung stehende, geostete Klosterkirche hat einen rechteckigen Grundriss und besteht aus der Kirchenhalle im Osten und einer Eingangshalle im Westen. Sie ist einschließlich der Eingangshalle 15,75 m lang und 7,1 m breit. In der Gebäudemitte (unter Mitberücksichtigung der Eingangshalle) steht auf 6 Säulen eine kleine, offene Kuppel mit sechsseitigem Pyramidendach. Westlich befindet sich ein mehr als 2,5 Meter hoher Chatschkar. Rund um die Klosterkirche liegt ein Friedhof, auf dem einige Grabsteine Szenen von Jagd, Landwirtschaft, Aussaat und Schlachten zeigen. Hier gibt es auch Überreste eines halb zerstörten Gebäudes aus dem Jahre 1735, das einige Zeit als Unterkunft für Pilger diente. Dort befinden sich Klosterzellen mit einem gemeinsamen Eingang.